# Гаки
Гаки (яп. 餓鬼) — вечно голодные демоны, населяющие один из буддийских миров — Гакидо. В них перерождаются те, кто при жизни на Земле обжирался или выбрасывал вполне съедобную еду. Голод гаки неутолим, но они не могут от него умереть. Они едят все что угодно, даже своих детей, но не могут насытиться. Иногда попадают в Мир Людей, и тогда становятся людоедами. Изображаются как люди — «кожа-да-кости».
Слово Гаки (яп. 餓鬼) заимствовано из китайского как японизированный вариант слова Э-Гуй (голодный дух;кит. 饿鬼).
В буддийской космологии соответствует претам.
С 657 года среди японских буддистов отмечается особенный день в середине августа, во время праздника Обон, для поминовения Гаки. После таких поминовений и воспоминаний (Сэгаки) голодные духи могут быть освобождены от мучений своего наказания.